# Instituto Histórico e Geográfico do Maranhão
O Instituto Histórico e Geográfico do Maranhão (IHGM) é uma instituição da sociedade civil de estudos de caráter científico que tem como objetivos estudar, debater e divulgar questões sobre história, geografia e ciências afins, referentes ao Brasil e, especialmente, ao Maranhão, dentre outras finalidades.
É a instituição científica mais antiga do estado, tendo sido fundada em 1925.
O IHGM possui um calendário cultural anual para comemoração das datas relevantes da história, promovendo palestras, seminários, conferências, simpósios, cursos, além de disponibilizar o acervo para consultas e promover visitas guiadas.

## História
O Instituto Histórico e Geográfico do Maranhão foi fundado em 20 de novembro de 1925, na cidade de São Luís, em comemoração ao centenário do imperador D. Pedro II.
Foram sócios fundadores da instituição: Antônio Lopes da Cunha, Justo Jansen, José Domingos da Silva, José Ribeiro do Amaral, Wilson da Silva Soares, Domingos de Castro Perdigão, Barros e Vasconcelos, Pe. Arias de Almeida Cruz, Pe. José Ferreira Gomes, José Pedro Ribeiro e José Eduardo de Abranches Moura.
Entre suas finalidades estão:
- estudar, debater e divulgar questões sobre história, geografia e ciências afins, referentes ao Brasil e, especialmente, ao Maranhão.[2]
- cooperar com os poderes públicos em estudos que visem ao engrandecimento científico e cultural do Estado, colocando-se à disposição das autoridades para responder a consultas e emitir pareceres sobre assuntos pertinentes às suas finalidades.[3]
- defender e velar pelo patrimônio histórico do Maranhão.[2]

O Instituto foi responsável pela criação do primeiro museu do Maranhão, fundado em 1926. 
Houve perseguições ao Instituto no final da década de 1930, durante o Estado Novo. Nesse período, foi desalojado de sua sede e seu acervo foi deslocado para os porões do Liceu Maranhense. Até 1948, a instituição havia sido despejada cinco vezes. Em 1950, recebeu a doação de um prédio do Governo do Estado, situado à Rua Grande, nº 640, esquina com a Rua de Santa Rita. Este prédio foi demolido posteriormente para que fosse construído um novo edifício, passando a sede a se instalar no segundo andar do mesmo.

## Membros
Atualmente o IHGM é composto por sessenta membros.

## Presidentes
|     | Nome                                    | Início | Término    | Observações |
| --- | --------------------------------------- | ------ | ---------- | ----------- |
| 1º' | Justo Jansen Ferreira                   | 1925   | 1930       | [ 5 ]       |
| 2º  | José Domingues                          | 1930   | 1933       | [ 5 ]       |
| 3º  | João Braulino de Carvalho               | 1933   | 1953       | [ 5 ]       |
| 4º  | Leopoldino Lisboa                       | 1953   | 1955       | [ 5 ]       |
| 5º  | Elisabeto Barbosa de Carvalho           | 1955   | 1957       | [ 5 ]       |
| 6º  | Ruben Almeida                           | 1961   | 1972       | [ 5 ]       |
| 7º  | José Ribamar Seguins                    | 1972   | 1994       | [ 5 ]       |
| 8º  | Jorge Hédel Ázar                        | 1994   | 2000       | [ 5 ]       |
| 9º  | Edomir Oliveira Martins                 | 2000   | 2002       | [ 5 ]       |
| 10º | Nywaldo Macieira                        | 2002   | 2006       | [ 5 ]       |
| 11º | Eneida Vieira da Silva Ostria de Canedo | 2006   | 2010       | [ 5 ]       |
| 12º | Telma Bonifácio                         | 2010   | 2014       | [ 5 ]       |
| 13º | Euges Silva de Lima                     | 2014   | 2018       | [ 5 ]       |
| 14º | José Augusto Silva Oliveira             | 2018   | 2020       |             |
| 15º | Dilercy Aragão Adler                    | 2021   | incumbente |             |

## Publicações
A Revista do Instituto Histórico e Geográfico do Maranhão é publicada anualmente desde 1926.